# 丹羽美之
丹羽 美之（にわ よしゆき、1974年 - ）は、日本の社会学者、東京大学大学院情報学環教授。専門は、メディア研究、ジャーナリズム研究、ポピュラー文化研究。

## 人物・経歴
三重県生まれ。東京大学法学部を卒業後、NHKディレクター、大阪大学大学院人間科学研究科博士後期課程単位取得退学、法政大学社会学部准教授、東京大学大学院情報学環准教授を経て、2021年より現職。

## 著書

### 単著
- 『日本のテレビ・ドキュメンタリー』（東京大学出版会，2020年）

### 編著
- 『NNNドキュメント・クロニクル　1970-2019』（東京大学出版会，2020年）

### 共編著
- （吉見俊哉）『記録映画アーカイブ3　戦後史の切断面』（東京大学出版会，2018年）
- （吉見俊哉）『記録映画アーカイブ2　戦後復興から高度成長へ』（東京大学出版会，2014年）
- （藤田真文）『メディアが震えた　テレビ・ラジオと東日本大震災』（東京大学出版会，2013年）
- （吉見俊哉）『記録映画アーカイブ1　岩波映画の1億フレーム』（東京大学出版会，2012年）
- （金井明人）『映像編集の理論と実践』（法政大学出版局, 2008年）